# Stepan Riabtchenko
 (février 2021).
La mise en forme du texte ne suit pas les recommandations de Wikipédia : il faut le « wikifier ».
Les points d'amélioration suivants sont les cas les plus fréquents :
- Les titres sont pré-formatés par le logiciel. Ils ne sont ni en capitales, ni en gras.
- Le texte ne doit pas être écrit en capitales (les noms de famille non plus), ni en gras, ni en italique, ni en « petit »…
- Le gras n'est utilisé que pour surligner le titre de l'article dans l'introduction, une seule fois.
- L'italique est rarement utilisé : mots en langue étrangère, titres d'œuvres, noms de bateaux, etc.
- Les citations ne sont pas en italique mais en corps de texte normal. Elles sont entourées par des guillemets français : « et ».
- Les listes à puces sont à éviter, des paragraphes rédigés étant largement préférés. Les tableaux sont à réserver à la présentation de données structurées (résultats, etc.).
- Les appels de note de bas de page (petits chiffres en exposant, introduits par l'outil «  Source ») sont à placer entre la fin de phrase et le point final[comme ça].
- Les liens internes (vers d'autres articles de Wikipédia) sont à choisir avec parcimonie. Créez des liens vers des articles approfondissant le sujet. Les termes génériques sans rapport avec le sujet sont à éviter, ainsi que les répétitions de liens vers un même terme.
- Les liens externes sont à placer uniquement dans une section « Liens externes », à la fin de l'article. Ces liens sont à choisir avec parcimonie suivant les règles définies. Si un lien sert de source à l'article, son insertion dans le texte est à faire par les notes de bas de page.
- La présentation des références doit suivre les conventions bibliographiques. Il est recommandé d'utiliser les modèles {{Ouvrage}}, {{Chapitre}}, {{Article}}, {{Lien web}} et/ou {{Bibliographie}}. Le mode d'édition visuel peut mettre en forme automatiquement les références.
- Insérer une infobox (cadre d'informations à droite) n'est pas obligatoire pour parachever la mise en page.

Pour une aide détaillée, merci de consulter Aide:Wikification.
Si vous pensez que ces points ont été résolus, vous pouvez retirer ce bandeau et améliorer la mise en forme d'un autre article.
Stepan Vassylovytch Riabtchenko (en ukrainien : Степан Васильович Рябченко), né le 17 octobre 1987 à Odessa (alors en URSS), est un artiste ukrainien qui travaille dans le domaine de l'art numérique, de l'architecture conceptuelle, de la sculpture et des installations lumineuses. Connu pour ses œuvres monumentales et ses installations vidéo, dans lesquelles il crée un univers numérique avec ses idées, ses héros et sa mythologie, ainsi qu’avec la visualisation d'images inexistantes telles que virus informatiques, vents électroniques, fleurs virtuelles, etc.

## Biographie
Stepan Riabtchenko est né le 17 octobre 1987 à Odessa dans une famille des peintres. Son père, Vassili Riabtchenko est l'une des figures clés de l'art ukrainien contemporain et de la Nouvelle Vague Ukrainienne, son grand-père Sergei Ryabchenko était un dessinateur graphistesoviétique et ukrainien,.
En 2011, il est diplômé de l'Académie d'État de génie civil et d'architecture d'Odessa avec une maîtrise en architecture.
Fin 2015, il a été classé par le magazine Forbes parmi trente jeunes Ukrainiens les plus réussis,.
Depuis 2020, Stepan Riabtchenko est le commissaire en chef de l'association créative Laboratoire d’Art. Il est également l'auteur de l'idée et le commissaire de l'exposition internationale de grande échelle dans l'espace virtuel «Strange Time», qui a été lancée le 7 mai 2020 pendant la période de quarantaine Covid-19 et se développe sur le principe d'un organisme vivant, en s’enrichissant avec des œuvres des artistes du monde entier et en étendant ses frontières,.
En 2021, l'artiste est inclus dans le classement international des meilleurs artistes numériques innovants selon la plateforme en ligne britannique Electric Artefacts,.
Il habite et travaille à Odessa.

## Œuvre

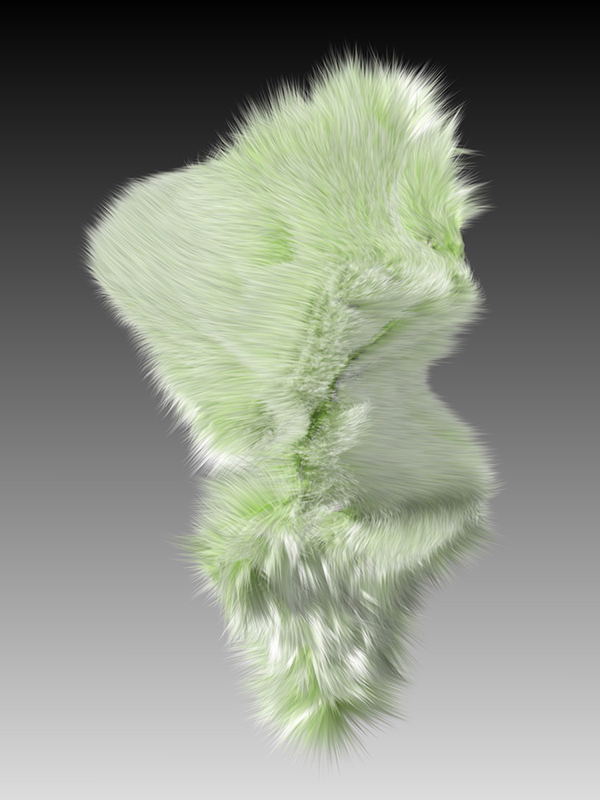
Stepan Ryabchenko. Melissa. De la série Virus informatiques (2011)

Stepan Riabtchenko utilise des outils numériques pour créer ses œuvres et ses projets. En combinant le langage futuriste figuratif et abstrait, il crée des impressions numériques grand format et de l'animation par ordinateur qui sont des «fragments» de l'univers virtuel qu'il a construit. Souvent, deviennent le sujet de la peinture des plantes et des animaux inventés - d'une apparence surréaliste de la forme de vie, existant selon les lois du monde créé pour eux par l'artiste. Les paysages virtuels dans lesquels Riabtchenko déploie les histoires de ses héros sont une réalité numérique multidimensionnelle autosuffisante. L'apparence de cet espace est loin de toutes les choses urbaines et technogéniques, malgré son origine technologique numérique. Dans ses œuvres d’autre ligne, Stepan Riabtchenko explore «l'anti-héroïsme» numérique en visualisant des virus informatiques. En utilisant l'une des composantes du développement technogénique de l'humanité comme un outil, l'artiste fait appel au thème des relations humaines avec l'environnement virtuel et naturel.

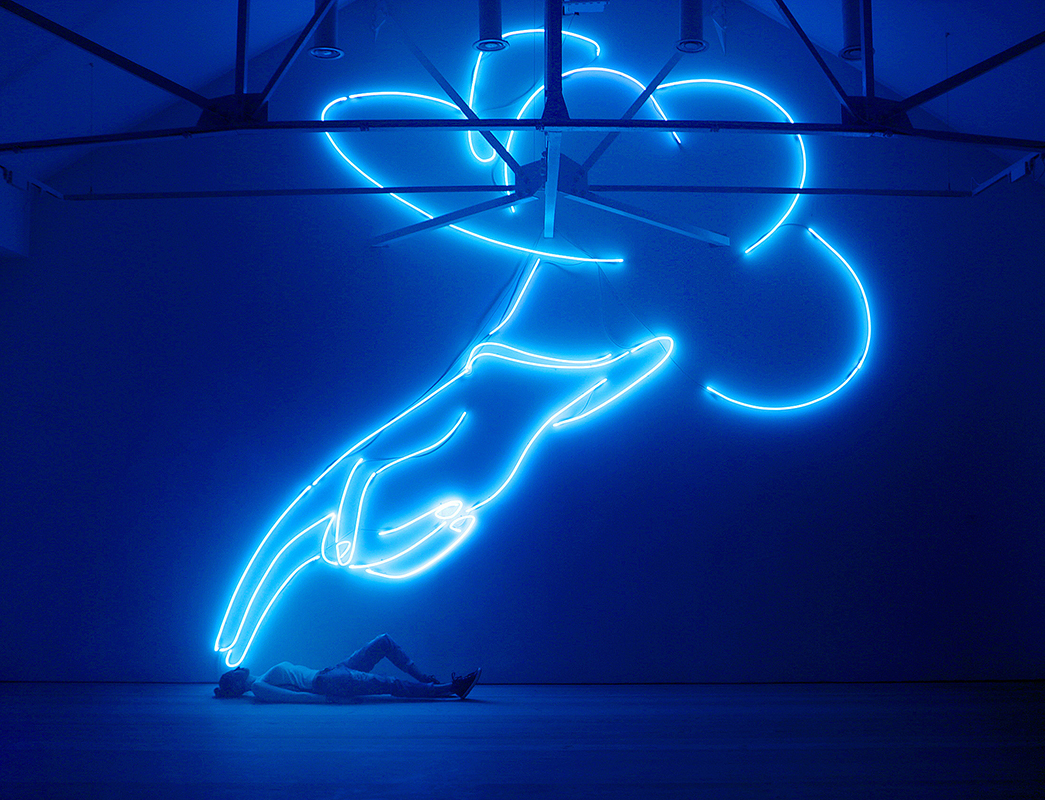
Installation de Stepan Riabtchenko The Blessing Hand à la Saatchi Gallery de Londres.

## Expositions
Les œuvres de Stepan Riabtchenko ont été présentées dans de nombreuses expositions internationales, dont le Musée Ludwig (Budapest),, Saatchi Gallery (Londres), Krolikarnia (Varsovie), le Musée d'art contemporain (Zagreb), le Musée de l’Art modern Danubiana (Bratislava), le Manege et le Gostiny Dvor (Moscou). Ses œuvres ont également été largement exposées en Ukraine, notamment au PinchukArtCenter, Mystetsky Arsenal, le Musée National d’Art de l'Ukraine, le Musée de l’Art oriental et occidental d’Odessa, le Centre National "Maisaon Ukrainienne", le Centre de l”Art Moderne M17, le Musée de l’Art modern d’Odessa, l’Institut d'art contemporain etc.

## Collections
Les œuvres de l'artiste font partie des collections publiques et muséales telles que Art Collection Telekom, le Musée d'Art Contemporain "Danubiana", le Centre d'Art Contemporain M17, le Musée d'Art d'Odessa, le Musée d'Art Contemporain d'Odessa. Ainsi que des collections privées, notamment Abramovych Foundation, Adamovskiy Foundation, Firtash Foundation, Grynyov Art Collection, Korban Art Foundation, Luciano Benetton Collection, Sky Art Foundation, Stedley Art Foundation, Triumph Gallery, Voronov Art Foundation, Zenko Foundation et autres.

## Prix
- 2020 : Finaliste du concours international Tampa International Airport Public Art Project[37]
- 2019 : Gagnant du concours international de la meilleure idée de la sculpture-symbole de l'aéroport international d'Odessa[38]
- 2012 : Lauréat du concours international de sculpture contemporaine Kyiv Sculpture Project[39]
- 2011 : Nommé pour le prix PinchukArtCentre[40]
- 2010 : Lauréat de la première triennale entièrement ukrainienne d'art abstrait ART-AKT[41],[42]